# Arheološko nalazište Lug
Arheološko nalazište Lug ostatak je većeg rimskog ruralnog naselja ili "vicusa" iz 4. stoljeća u gradu Bjelovaru. Nalazi se u neposrednom području šume Lug, rijeke Bjelovacke i nekadašnjeg močvarnog prostora uz istoimenu rijeku, unutar naselja Novoseljani.  Antičko ime naselja nije trenutno poznato.
Pronađeno je 2017. godine pri radovima na istočnoj trasi bjelovarske obilaznice.

## Opis
Arheološka istraživanja na nalazištu Lug činjena su pomoću dvije veće sonde. U iskopu su pronađene gusto raspoređene strukture, ukopane u tlo. Sondiranjem je utvrđeno da se lokalitet proteže u dužini od najmanje 430 metara u smjeru sjeveroistok – jugozapad, na prostoru ulice Put žrtvama u Lugu, šume Lug i livade sjeverno od istoimene ceste. 
Tijekom istraživanja nisu pronađeni nikakvi elementi zidova ili zidovne arhitekture, već su pronađeni ostaci ukopanih struktura poput: jama, rupa za stupove, jaraka i kanala.
Pronađene arheološke strukture, često se međusobno preklapaju, što svjedoči čestoj rekonstrukciji naselja i izgradnji novih objekata na istom mjestu kroz razna razdoblja zbog poplava močvarnog prostora Bjelovacke.
Tijekom istraživanja prepoznato je ukupno 16 stambenih objekata kao i razni broj manjih pomoćnih objekta. Stambeni objekti su najvjerojatnije bili drvene izgradnje, tj drvene kolibe. Uz neke objekte su i pronađene manje količine težih građevinskih materijala poput kamena, cigle i crijepova.

## Povijest

### Antika
Naselje Lug najvjerovatnije je nastalo između 2. i 4. stoljeća, stabilizacijom sjeverne granice Rimskog Carstva, kada su u krugu današnjeg trga Antuna Gustava Matoša i na nekadašnjem cestovnom raskrižju zabilježeni rimski ukopi i pretpostavljeni vojni logor ili postaja. Naselje se nalazilo na pretpostavljenoj granici nekadašnje res publike Jasorum s centrom u današnjem Daruvaru. 
Istovremeno se u krugu naselja na današnjem lokalitetu Crkveno polje u Novoseljanima razvila nekropola ili groblje, što je pretpostavljeno kao pokapalište stanovnika naselja Lug.
Zbog čestog preklapanja i gustoće raspršenosti pronađenih ostataka građevina u naselju može se uspostaviti, da je naselje često rekonstruirano na istom mjestu zbog čestih poplava močvarnog prostora Bjelovacke. Zbog toga što naselje nije zabilježeno na rimskim zapisima nepoznato je kada je naselje napušteno. 

### Otkrića
Nekropola Novoseljani pronađena je 1870. godine, kada je pronađeno devet rimskih grobova, a spominje se i pronalazak novca careva Konstantina II. i Konstansa.  Nalazi i nekropola nisu sačuvani.
Tijekom iskopavanja trase istočne bjelovarske obilaznice, pronađen je dio rimskoga naselja Lug kada su započeta arheološka istraživanja na nalazištu.